# Louise Ørnstedt
Louise Ørnstedt (Dinamarca, 23 de marzo de 1985) es una nadadora danesa retirada especializada en pruebas de estilo espalda, donde consiguió ser subcampeona mundial en 2003 en los 100 metros estilo espalda.

## Carrera deportiva
En el Campeonato Mundial de Natación de 2003 celebrado en Barcelona ganó la medalla de plata en los 100 metros estilo espalda, con un tiempo de 1:00.86 segundos, tras la alemana Antje Buschschulte (oro con 1:00.50 segundos) y empatada con la británica Katy Sexton.